# Prijevor (Dubrovnik)
Prijevor je malo naselje u Dubrovačko-neretvanskoj županiji.

## Zemljopisni položaj
Prijevor je smješten iznad Jadranske turističke ceste, između naselja Rožat i dubrovačkog gradskog kotara Mokošica. Iznad Prijevora, na padinama okolnih brda se nalazi Dračevo selo. Prijevor je 5,5 km sjeverozapadno od Dubrovnika.
Naselje Prijevor se dijeli na tri dijela:
Gornji Prijevor, koji je smješten na padinama brda, sastoji se od obnovljenih kuća i nekih trošnih kuća te stanovnika kojih ima 51.
Donji Prijevor se nalazi iznad Jadranske turističke ceste, a sastoji se od modernih novih obiteljskih kuća i stambenih zgrada. Tu se nalazi i prodavaonica automobilskih dijelova.
Prijevor na rivi se nalazi na sjevernoj obali zaljeva Rijeke dubrovačke, a sastoji se od mnoštva modernih obiteljskih kuća te je pripojen naseljima Rožat i Mokošica.

## Povijest
Gornji Prijevor je teško nastradao tijekom potresa 1979. godine, pa su mještani bili prisiljeni graditi nove kuće u Donjem Prijevoru.
Prijevor je teško nastradao i tijekom Domovinskog rata kad je bio pod okupacijom JNA i četnika. Spaljena je i opljačkana većina kuća, koje su nakon rata u potpunosti obnovljene.

## Gospodarstvo
Mještani Prijevora se bave turizmom, poljodjelstvom i ribarstvom. 

## Stanovništvo
Prijevor prema popisu stanovništva iz 2011. godine nastanjuju 453 stanovnika, većinom Hrvata katoličke vjeroispovjesti.
| broj stanovnika | 217   | 272   | 109   | 97    | 81    | 70    | 178   | 199   | 90    | 97    | 50    | 35    |       |       | 362   | 453   | 460   |
|                 | 1857. | 1869. | 1880. | 1890. | 1900. | 1910. | 1921. | 1931. | 1948. | 1953. | 1961. | 1971. | 1981. | 1991. | 2001. | 2011. | 2021. |